# Marko Grgić
Marko Grgić (Čitluk, 30 giugno 1987) è un ex calciatore croato, di ruolo centrocampista.

## Carriera
Dopo una breve permanenza nelle giovanili dell'Hajduk Spalato si accasa nel NK Zagabria allenato da Miroslav Blažević. Fa il suo debutto con i Pjesnici il 19 agosto 2006 durante la partita di campionato persa 2-0 proprio contro i Bili. 